# Racing Arena Aalborg
Racing Arena Aalborg eller Aalborg Væddeløbsbane, är en trav- och galoppbana belägen strax söder om Limfjorden, i den nordvästliga delen av Ålborg. Banan används både till travsport och till galoppsport.

## Om banan
De första tankarna och planerna för en anläggning för hästkapplöpning uppkom i mitten av 1930-talet. Föreningen Aalborg Væddeløbsforening grundades 1952 och hade som syfte att upprätta och driva en travbana i Ålborg. Två år efter föreningens bildande, den 15 augusti 1954, invigdes banan med namnet Aalborg Væddeløbsbane. Under invigningsdagen hade banan 15-20 000 åskådare och över 100 anmälda hästar till de olika loppen. Banan hade under invigningsdagen en totoomsättning på nästan 100 000 danska kronor.
Under 2006 lades banan om, och banan bytte 2010 namn till NKI Racing Arena Aalborg, på grund av ett treårigt sponsringavtal.

## Trav
Banans totala längd är 1 000 meter, och dess bredd är cirka 20 meter. På banan körs lopp över distanserna 1 640, 2 140, 2 640 och 3 140 meter.

## Galopp
Galoppbanans totala längd är 1 250 meter, och dess bredd är cirka 20 meter. Underlaget består av gräs och upploppet är cirka 270 meter långt. Galopplöpen i Ålborg körs över distanserna 1 500, 1 800, 2 000 eller 2 200 meter.